# Laphria asackeni
Laphria asackeni là một loài ruồi trong họ Asilidae. Laphria asackeni được Wilcox miêu tả năm 1965.